# Mold
Mold var et færøsk rockband, der blev dannet i 1992 og udgav to album.

## Bandmedlemmer
- Niclas Thorsteinsson (sang)
- Niels Arge Galán (guitar)
- Erling Dalsgaard (guitar)
- Gudmund H. Nielsen (urga)
- Kristin Nolsøe Bech (bas)
- Uni Árting (trommer)
- Mikael Blak

## Udgivelser
- 1995 Mullich Mulli
- 1998 Sun Magnet